# Esteve March

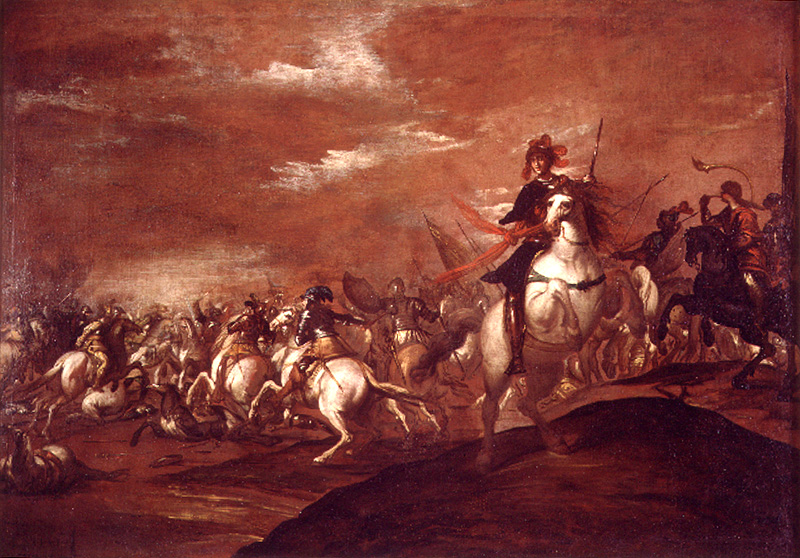
Trobada de cavalleria

Esteve March (València, Ca.1610 - Ca.1668) fou un pintor valencià de singular importància dins del panorama artístic valencià del barroc, de la mateixa generació que Jeroni Jacint Espinosa.

## Biografia i estil
Es coneixen poques dades sobre la seua biografia, i a través de les notícies que recollí Palomino i Orellana. La dada que aporta el primer sobre el naixement del seu fill Miquel March el 1633 fa suposar el seu naixement cap al 1610. Així el nom d'Esteve March no figura a la llista dels matriculats al Col·legi de Pintors per la seua poca edat.
Dins del seu estil hi han trets que clarament provenen de Pedro Orrente, tal com indica Palomino, sent deixeble March d'Orrente. Aquesta relació es donaria abans i a partir de 1638, any en què el murcià va residir a València fins que morí el 1645. El seu quadre El pas de la mar Roja que es conserva al Prado, evidencia el deute amb Orrente, on incorpora un gran nombre de personatges en la composició i mostra un cert virtuosisme a l'hora de representar els animals.
Palomino li adjudica un caràcter violent i extravagant pel testimoni directe de Joan Antoni Conchillos, deixeble aquest de March. L'esmentat caràcter sembla aflorar en els seus quadres de batalles (gènere pel qual guanyà fama i prestigi) plens de dinamisme i tensió, emprant una tècnica vibrant a base d'una pinzellada nerviosa i esbossada. Algunes de les seues batalles recullen escenes bíbliques, com les dues del Museu de Belles Arts de València que donà a l'Acadèmia el baró de Frignestani: Josué detenint el Sol i El triomf de David.
El gust per l'anècdota i la narració de March expressat en quadres de format apaïsada amb molts personatges, resultava propici per a espais domèstics i sales de caràcter civil. Aquest gust havia sigut introduït a València pel seu mestre Pedro Orrente a partir de la segona meitat del segle xvii, i suposà una alternativa a la pintura religiosa oficial.
Després de la mort d'Orrente el 1645, March troba el seu camp dedicant-se al gènere de batalles. Hi ha indicis que permeten afirmar un coneixement de les experiències italianes dins d'aquest gènere de batalles, amb exemple com el d'Aniello Falcone, Salvator Rosa o Antonio Tempesta. Degué emprar amb freqüència estampes i gravats com a font d'inspiració, per exemple en un gravat de Tempesta de Josué detenint el Sol, March extrau la figura d'un cavall a galop per a un dibuix amb només la figura de l'animal, que conserva el Museu valencià (segons ha sabut veure Espinós). També li serien d'utilitat alguns dels gravats del francés Jacques Callot.
Palomino destaca de la seua producció de temàtica religiosa una tela del Sant Sopar a la capella de la Comunió de l'església de Sant Joan del Mercat. Un Calvari seu d'una col·lecció privada de Madrid mostra una vegada més el seu contacte amb Orrente.
Un vessant important és la seua activitat com a dibuixant, de la qual es conserven nombrosos de temàtica bèl·lica, fets a ploma o amb sanguna. Entre aquests dibuixos es troben un retrat del seu fill Miquel i un autoretrat. Al fons del Museu Nacional d'Art de Catalunya també es conserva un dibuix seu, Estudi de mans i genolls, provinent de la col·lecció de Raimon Casellas.
La data de la seua mort segons Palomino és 1660, s'hauria de retardar, ja que José García Hidalgo l'esmenta durant la seua estada a València entre els 1662 i 1667, la seua mort doncs, se situaria cap al 1668.